# 플루메리아

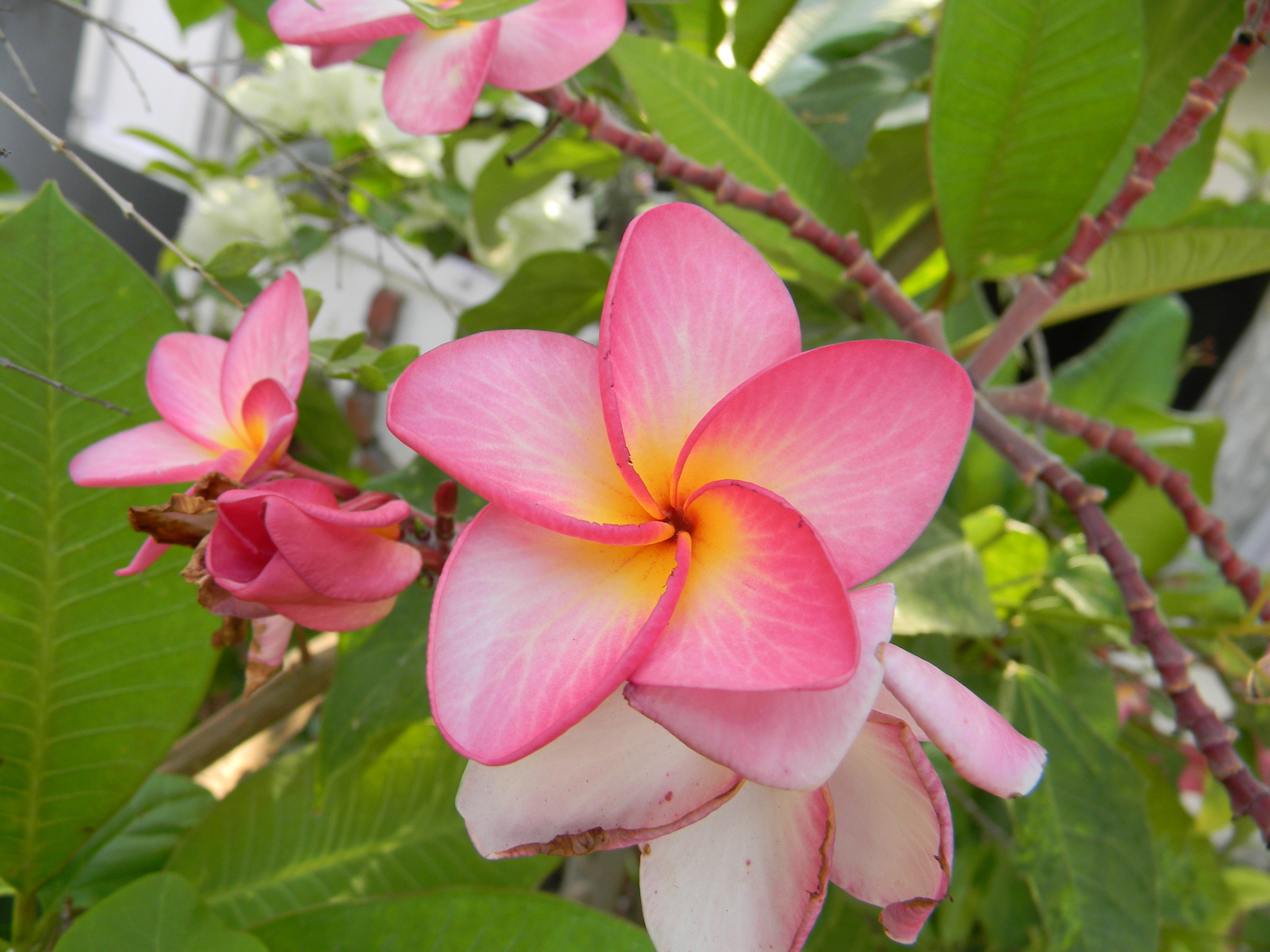

플루메리아(Plumeria, /pluːmɛriə/), 계단화속, 프랜지파니(frangipani)는 협죽도과의 정향풀아과에 속하는 속씨식물의 속 (생물학)이다. 대부분의 종은 낙엽 관목 또는 작은 나무이다. 이 종은 신열대 지역(멕시코, 중앙 아메리카, 카리브해, 남쪽으로는 브라질, 북쪽으로는 미국의 플로리다) 고유종이지만 때때로 따뜻한 지역에서 세계적인 관상용 식물로 재배된다.